# Tour de Lombardie 2018
Le Tour de Lombardie 2018 (officiellement Il Lombardia) est la 112e édition de cette course cycliste masculine sur route. Il a lieu le 13 octobre 2018 entre les villes de Bergame et Côme, en Italie, et fait partie du calendrier UCI World Tour 2018 en catégorie 1.UWT. Thibaut Pinot remporte la classique devant le vainqueur de l'édition passée Vincenzo Nibali.

## Présentation
Le Tour de Lombardie connaît en 2018 sa 112e édition. Disputé en octobre, c'est une des dernières courses de la saison, le dernier des cinq « monuments » et la 35e des 37 courses du calendrier de l'UCI World Tour 2018. Il est organisé par RCS Sport, filiale du groupe RCS MediaGroup qui organise également le Tour d'Italie, Milan-San Remo, Tirreno-Adriatico, Milan-Turin et le Tour du Piémont.

### Parcours
Le Tour de Lombardie part de Bergame et arrive à Côme après 241 km. Ce parcours est raccourci de 6 km par rapport à l'édition précédente. Le début de la course emprunte des routes plates, à travers la plaine bergamasque. La première difficulté est le Colle Gallo (it), montée de 7,5 km qui commence après 47 km. La course se dirige ensuite vers le lac de Côme, en passant par le Colle di Brianza (en). Les principales difficultés sont concentrées dans les 70 derniers kilomètres. La montée vers la Madonna del Ghisallo, longue de 8,5 km, présente une pente moyenne de 6%, avec un maximum à 14%. Elle est suivie par le mur de Sormano, difficulté courte (moins de deux kilomètres), mais avec une pente moyenne de 15,8% et des passages raides à 27%. Après la descente et quelques kilomètres sur les rives du lac de Côme, les coureurs abordent la montée vers Civiglio (it) à moins de vingt kilomètres de l'arrivée (4,2 km à 9,7%). À trois kilomètres de l'arrivée, le Monte Olimpino (it) remplace la côte de San Fermo della Battaglia à cause d'un risque de glissement de terrain,.

### Équipes
Le Tour de Lombardie faisant partie du calendrier de l'UCI World Tour, les dix-huit « World Teams » y participent. Six équipes continentales professionnelles sont également invitées par les organisateurs,.
| WorldTeams (18)- AG2R La Mondiale - Astana - Bahrain-Merida - BMC Racing Team - Bora-Hansgrohe - Dimension Data - EF Education First-Drapac p/b Cannondale - Groupama-FDJ - Katusha-Alpecin - Lotto NL-Jumbo - Lotto Soudal - Mitchelton-Scott - Movistar Team - Quick-Step Floors - Sky - Team Sunweb - Trek-Segafredo - UAE Team Emirates Équipes continentales professionnelles (6)- Androni Giocattoli-Sidermec - Bardiani CSF - Fortuneo-Samsic - Israel Cycling Academy - Nippo-Vini Fantini-Europa Ovini - Wilier Triestina-Selle Italia |
| |

## Déroulement de la course
Une échappée de huit coureurs se forment après une vingtaine de kilomètres de courses. Elle comprend Davide Ballerini (Androni Giocattoli-Sidermec), Umberto Orsini, Alessandro Tonelli (Bardiani-CSF), Florian Sénéchal (Quick-Step Floors), Franck Bonnamour (Fortuneo-Samsic), Jhonatan Restrepo (Katusha-Alpecin), Michael Storer (Sunweb) et Marco Marcato (UAE Team Emirates). Ils comptent six minutes d'avance au Colle Gallo puis au Colle di Brianza. L'équipe Movistar, du nouveau champion du monde Alejandro Valverde, contrôle le peloton jusqu'à la côte de la Madonna del Ghisallo, où l'équipe Bahrain-Merida accélère. Le groupe de tête perd des coureurs. Seuls Orsini, Tonelli, Storer et Bonnamour restent en tête, avec moins de deux minutes d'avance à 60 km de l'arrivée.
La course « explose » dans le mur de Sormano. Les derniers coureurs échappés sont rejoints. À 50 km de l'arrivée, Primož Roglič (LottoNL-Jumbo) attaque. Il est rejoint par le tenant du titre, Vincenzo Nibali (Bahrain-Merida) et Thibaut Pinot (Groupama-FDJ). Les trois coureurs passent en tête au sommet. Ils sont rejoints par Egan Bernal (Sky) en bas de la descente. Ce groupe compte 40 secondes d'avance lorsqu'il aborde la montée de Civiglio. Roglič et Bernal y sont distancés par Nibali et Pinot. Après plusieurs tentatives, ce dernier parvient à s'échapper seul à la fin de la côte, à quatorze kilomètres de l'arrivée. Nibali ne parvient pas à le suivre. Il part s'imposer en solitaire, trois jours après sa victoire sur Milan-Turin. Nibali, rattrapé par un groupe de poursuivants, parvient à s'en échapper et passe la ligne d'arrivée 32 secondes après Pinot. À 43 secondes, un groupe de six coureurs arrive et est réglé au sprint par Teuns, troisième de la course,.

## Classements

### Classement de la course
| \| Classement général \| Classement général \| Classement général \| Classement général \| Classement général \| \| Coureur \| Coureur \| Pays \| Équipe \| Temps \| \| ------------------ \| --------------------- \| ------------------ \| --------------------------- \| ------------------ \| \| 1er \| Thibaut Pinot \| France \| Groupama-FDJ \| 5 h 53 min 22 s \| \| 2e \| Vincenzo Nibali \| Italie \| Bahrain-Merida \| + 32 s \| \| 3e \| Dylan Teuns \| Belgique \| BMC Racing Team \| + 43 s \| \| 4e \| Rigoberto Urán \| Colombie \| EF Education First-Drapac \| + 43 s \| \| 5e \| Tim Wellens \| Belgique \| Lotto-Soudal \| + 43 s \| \| 6e \| Ion Izagirre \| Espagne \| Bahrain-Merida \| + 43 s \| \| 7e \| Rafał Majka \| Pologne \| Bora-Hansgrohe \| + 43 s \| \| 8e \| Domenico Pozzovivo \| Italie \| Bahrain-Merida \| + 43 s \| \| 9e \| Dan Martin \| Irlande \| UAE Team Emirates \| + 48 s \| \| 10e \| George Bennett \| Nouvelle-Zélande \| LottoNL-Jumbo \| + 1 min 22 s \| \| 11e \| Alejandro Valverde \| Espagne \| Movistar Team \| + 1 min 31 s \| \| 12e \| Egan Bernal \| Colombie \| Team Sky \| + 1 min 31 s \| \| 13e \| Michael Woods \| Canada \| EF Education First-Drapac \| + 1 min 31 s \| \| 14e \| Sébastien Reichenbach \| Suisse \| Groupama-FDJ \| + 1 min 31 s \| \| 15e \| Mikel Nieve \| Espagne \| Mitchelton-Scott \| + 1 min 31 s \| \| 16e \| Dario Cataldo \| Italie \| Astana \| + 1 min 57 s \| \| 17e \| Primož Roglič \| Slovénie \| LottoNL-Jumbo \| + 3 min 04 s \| \| 18e \| Patrick Konrad \| Autriche \| Bora-Hansgrohe \| + 3 min 33 s \| \| 19e \| Mattia Cattaneo \| Italie \| Androni Giocattoli-Sidermec \| + 3 min 33 s \| \| 20e \| Jakob Fuglsang \| Danemark \| Astana \| + 3 min 33 s \| |                       |                  |                             |                 |
| |                       |                  |                             |                 |
| Source : ProCyclingStats |                       |                  |                             |                 |
| Classement général |                       |                  |                             |                 |
| Coureur | Coureur               | Pays             | Équipe                      | Temps           |
| 1er | Thibaut Pinot         | France           | Groupama-FDJ                | 5 h 53 min 22 s |
| 2e | Vincenzo Nibali       | Italie           | Bahrain-Merida              | + 32 s          |
| 3e | Dylan Teuns           | Belgique         | BMC Racing Team             | + 43 s          |
| 4e | Rigoberto Urán        | Colombie         | EF Education First-Drapac   | + 43 s          |
| 5e | Tim Wellens           | Belgique         | Lotto-Soudal                | + 43 s          |
| 6e | Ion Izagirre          | Espagne          | Bahrain-Merida              | + 43 s          |
| 7e | Rafał Majka           | Pologne          | Bora-Hansgrohe              | + 43 s          |
| 8e | Domenico Pozzovivo    | Italie           | Bahrain-Merida              | + 43 s          |
| 9e | Dan Martin            | Irlande          | UAE Team Emirates           | + 48 s          |
| 10e | George Bennett        | Nouvelle-Zélande | LottoNL-Jumbo               | + 1 min 22 s    |
| 11e | Alejandro Valverde    | Espagne          | Movistar Team               | + 1 min 31 s    |
| 12e | Egan Bernal           | Colombie         | Team Sky                    | + 1 min 31 s    |
| 13e | Michael Woods         | Canada           | EF Education First-Drapac   | + 1 min 31 s    |
| 14e | Sébastien Reichenbach | Suisse           | Groupama-FDJ                | + 1 min 31 s    |
| 15e | Mikel Nieve           | Espagne          | Mitchelton-Scott            | + 1 min 31 s    |
| 16e | Dario Cataldo         | Italie           | Astana                      | + 1 min 57 s    |
| 17e | Primož Roglič         | Slovénie         | LottoNL-Jumbo               | + 3 min 04 s    |
| 18e | Patrick Konrad        | Autriche         | Bora-Hansgrohe              | + 3 min 33 s    |
| 19e | Mattia Cattaneo       | Italie           | Androni Giocattoli-Sidermec | + 3 min 33 s    |
| 20e | Jakob Fuglsang        | Danemark         | Astana                      | + 3 min 33 s    |

### Classements UCI
La course distribue aux soixante premiers coureurs les points suivants pour le classement individuel de l'UCI World Tour (uniquement pour les coureurs membres d'équipes World Tour) et le Classement mondial UCI (pour tous les coureurs) :
| Position | 1er | 2e  | 3e  | 4e  | 5e  | 6e  | 7e  | 8e  | 9e  | 10e | 11e | 12e | 13e | 14e | 15e | 16e à 20e | 21e à 30e | 31e à 50e | 51e à 55e | 56e à 60e |
| Points   | 500 | 400 | 325 | 275 | 225 | 175 | 150 | 125 | 100 | 85  | 70  | 60  | 50  | 40  | 35  | 30        | 20        | 10        | 5         | 3         |

Les premières places des classements UCI World Tour ne changent pas à l'issue de ce Tour de Lombardie. Simon Yates garde la première place du classement individuel devant Peter Sagan et Alejandro Valverde.
| Rang | Coureur            | Équipe            | Points  |
| ---- | ------------------ | ----------------- | ------- |
| 1er  | Simon Yates        | Mitchelton-Scott  | 3072    |
| 2e   | Peter Sagan        | Bora-Hansgrohe    | 2992    |
| 3e   | Alejandro Valverde | Movistar          | 2609    |
| 4e   | Geraint Thomas     | Sky               | 2534.25 |
| 5e   | Greg Van Avermaet  | BMC Racing        | 2442.14 |
| 6e   | Elia Viviani       | Quick-Step Floors | 2399    |
| 7e   | Michael Matthews   | Sunweb            | 2393.19 |
| 8e   | Julian Alaphilippe | Quick-Step Floors | 2161.12 |
| 9e   | Christopher Froome | Sky               | 1976.68 |
| 10e  | Tom Dumoulin       | Sunweb            | 1975.62 |

| Rang | Équipe            | Points   |
| ---- | ----------------- | -------- |
| 1er  | Quick-Step Floors | 13048.97 |
| 2e   | Sky               | 9818     |
| 3e   | Bora-Hansgrohe    | 8838     |
| 4e   | BMC Racing        | 8749.97  |
| 5e   | Mitchelton-Scott  | 8488.03  |
| 6e   | Astana            | 7513     |
| 7e   | Bahrain-Merida    | 7394     |
| 8e   | Movistar          | 7218     |
| 9e   | Sunweb            | 7216.95  |
| 10e  | Lotto NL-Jumbo    | 6998     |

## Liste des participants
| Légende | Légende                                                                    | Légende | Légende                                                    |
| ------- | -------------------------------------------------------------------------- | ------- | ---------------------------------------------------------- |
| Num     | Dossard de départ porté par le coureur sur ce Tour de Lombardie            | Pos     | Position à l'arrivée de la course                          |
|         | Indique un maillot de champion national ou mondial, suivi de sa spécialité | NP      | Indique un coureur qui n'a pas pris le départ de la course |
| AB      | Indique un coureur qui n'a pas terminé la course                           | HD      | Indique un coureur qui a terminé la course hors des délais |

| Bahrain-Merida TBM                | Bahrain-Merida TBM       | Bahrain-Merida TBM |
| --------------------------------- | ------------------------ | ------------------ |
| Num                               | Coureur                  | Pos                |
| 1                                 | Vincenzo Nibali (ITA)    | 2e                 |
| 2                                 | Gorka Izagirre (ESP)     | 81e                |
| 3                                 | Ion Izagirre (ESP)       | 6e                 |
| 4                                 | Matej Mohorič (SLO)      | 56e                |
| 5                                 | Antonio Nibali (ITA)     | AB                 |
| 6                                 | Franco Pellizotti (ITA)  | 30e                |
| 7                                 | Domenico Pozzovivo (ITA) | 8e                 |
| Directeur sportif : Alberto Volpi |                          |                    |

| AG2R La Mondiale ALM              | AG2R La Mondiale ALM   | AG2R La Mondiale ALM |
| --------------------------------- | ---------------------- | -------------------- |
| Num                               | Coureur                | Pos                  |
| 11                                | Romain Bardet (FRA)    | AB                   |
| 12                                | Mikaël Cherel (FRA)    | 76e                  |
| 13                                | Nans Peters (FRA)      | AB                   |
| 14                                | Mathias Frank (SUI)    | 32e                  |
| 15                                | François Bidard (FRA)  | AB                   |
| 16                                | Ben Gastauer (LUX)     | AB                   |
| 17                                | Matteo Montaguti (ITA) | 75e                  |
| Directeur sportif : Julien Jurdie |                        |                      |

| Androni Giocattoli-Sidermec ANS     | Androni Giocattoli-Sidermec ANS | Androni Giocattoli-Sidermec ANS |
| ----------------------------------- | ------------------------------- | ------------------------------- |
| Num                                 | Coureur                         | Pos                             |
| 21                                  | Davide Ballerini (ITA)          | AB                              |
| 22                                  | Mattia Cattaneo (ITA)           | 19e                             |
| 23                                  | Marco Frapporti (ITA)           | AB                              |
| 24                                  | Francesco Gavazzi (ITA)         | AB                              |
| 25                                  | Mattia Frapporti (ITA)          | AB                              |
| 26                                  | Matteo Spreafico (ITA)          | 96e                             |
| 27                                  | Iván Sosa (COL)                 | AB                              |
| Directeur sportif : Giovanni Ellena |                                 |                                 |

| Astana AST                         | Astana AST               | Astana AST |
| ---------------------------------- | ------------------------ | ---------- |
| Num                                | Coureur                  | Pos        |
| 31                                 | Jakob Fuglsang (DEN)     | 20e        |
| 32                                 | Dario Cataldo (ITA)      | 16e        |
| 33                                 | Sergey Chernetskiy (RUS) | 21e        |
| 34                                 | Jan Hirt (CZE)           | 71e        |
| 35                                 | Nikita Stalnov (KAZ)     | AB         |
| 36                                 | Davide Villella (ITA)    | 34e        |
| 37                                 | Andrey Zeits (KAZ)       | AB         |
| Directeur sportif : Stefano Zanini |                          |            |

| Bardiani CSF BRD                      | Bardiani CSF BRD         | Bardiani CSF BRD |
| ------------------------------------- | ------------------------ | ---------------- |
| Num                                   | Coureur                  | Pos              |
| 41                                    | Giulio Ciccone (ITA)     | 41e              |
| 42                                    | Giovanni Carboni (ITA)   | 46e              |
| 43                                    | Umberto Orsini (ITA)     | AB               |
| 44                                    | Lorenzo Rota (ITA)       | AB               |
| 45                                    | Manuel Senni (ITA)       | 55e              |
| 46                                    | Alessandro Tonelli (ITA) | 84e              |
| 47                                    | Luca Wackermann (ITA)    | 57e              |
| Directeur sportif : Roberto Reverberi |                          |                  |

| BMC Racing BMC                   | BMC Racing BMC             | BMC Racing BMC |
| -------------------------------- | -------------------------- | -------------- |
| Num                              | Coureur                    | Pos            |
| 51                               | Damiano Caruso (ITA)       | 72e            |
| 52                               | Alberto Bettiol (ITA)      | AB             |
| 53                               | Alessandro De Marchi (ITA) | 33e            |
| 54                               | Loïc Vliegen (BEL)         | AB             |
| 55                               | Simon Gerrans (AUS)        | AB             |
| 56                               | Joey Rosskopf (USA)        | AB             |
| 57                               | Dylan Teuns (BEL)          | 3e             |
| Directeur sportif : Valerio Piva |                            |                |

| Bora-Hansgrohe BOH             | Bora-Hansgrohe BOH        | Bora-Hansgrohe BOH |
| ------------------------------ | ------------------------- | ------------------ |
| Num                            | Coureur                   | Pos                |
| 61                             | Rafał Majka (POL)         | 7e                 |
| 62                             | Cesare Benedetti (ITA)    | AB                 |
| 63                             | Emanuel Buchmann (GER)    | 22e                |
| 64                             | Davide Formolo (ITA)      | 23e                |
| 65                             | Patrick Konrad (AUT)      | 18e                |
| 66                             | Christoph Pfingsten (GER) | AB                 |
| 67                             | Paweł Poljański (POL)     | AB                 |
| Directeur sportif : Jens Zemke |                           |                    |

| Groupama-FDJ GFC                   | Groupama-FDJ GFC            | Groupama-FDJ GFC |
| ---------------------------------- | --------------------------- | ---------------- |
| Num                                | Coureur                     | Pos              |
| 71                                 | Thibaut Pinot (FRA)         | 1er              |
| 72                                 | William Bonnet (FRA)        | AB               |
| 73                                 | David Gaudu (FRA)           | 79e              |
| 74                                 | Matthieu Ladagnous (FRA)    | AB               |
| 75                                 | Sébastien Reichenbach (SUI) | 14e              |
| 76                                 | Jérémy Roy (FRA)            | AB               |
| 77                                 | Léo Vincent (FRA)           | AB               |
| Directeur sportif : Sébastien Joly |                             |                  |

| Israel Cycling Academy ICA      | Israel Cycling Academy ICA | Israel Cycling Academy ICA |
| ------------------------------- | -------------------------- | -------------------------- |
| Num                             | Coureur                    | Pos                        |
| 81                              | Ben Hermans (BEL)          | 36e                        |
| 82                              | Awet Gebremedhin (SWE)     | AB                         |
| 83                              | José Manuel Díaz (ESP)     | 53e                        |
| 84                              | Krists Neilands (LAT)      | AB                         |
| 85                              | Guy Niv (ISR)              | 94e                        |
| 86                              | Rubén Plaza (ESP)          | 98e                        |
| 87                              | Omer Goldstein (ISR)       | AB                         |
| Directeur sportif : René Andrle |                            |                            |

| Lotto-Soudal LTS                | Lotto-Soudal LTS      | Lotto-Soudal LTS |
| ------------------------------- | --------------------- | ---------------- |
| Num                             | Coureur               | Pos              |
| 91                              | Tim Wellens (BEL)     | 5e               |
| 92                              | Tiesj Benoot (BEL)    | 25e              |
| 93                              | Thomas De Gendt (BEL) | AB               |
| 94                              | Jens Keukeleire (BEL) | 66e              |
| 95                              | Bjorg Lambrecht (BEL) | 69e              |
| 96                              | Maxime Monfort (BEL)  | AB               |
| 97                              | James Shaw (GBR)      | AB               |
| Directeur sportif : Bart Leysen |                       |                  |

| Mitchelton-Scott MTS                 | Mitchelton-Scott MTS   | Mitchelton-Scott MTS |
| ------------------------------------ | ---------------------- | -------------------- |
| Num                                  | Coureur                | Pos                  |
| 101                                  | Adam Yates (GBR)       | 29e                  |
| 102                                  | Michael Albasini (SUI) | AB                   |
| 103                                  | Jack Haig (AUS)        | AB                   |
| 104                                  | Roman Kreuziger (CZE)  | 43e                  |
| 105                                  | Mikel Nieve (ESP)      | 15e                  |
| 106                                  | Robert Power (AUS)     | 78e                  |
| 107                                  | Carlos Verona (ESP)    | 82e                  |
| Directeur sportif : David McPartland |                        |                      |

| Movistar MOV                                   | Movistar MOV             | Movistar MOV |
| ---------------------------------------------- | ------------------------ | ------------ |
| Num                                            | Coureur                  | Pos          |
| 111                                            | Alejandro Valverde (ESP) | 11e          |
| 112                                            | Héctor Carretero (ESP)   | AB           |
| 113                                            | Jaime Castrillo (ESP)    | AB           |
| 114                                            | Nélson Oliveira (POR)    | 42e          |
| 115                                            | Antonio Pedrero (ESP)    | 62e          |
| 116                                            | José Joaquín Rojas (ESP) | AB           |
| 117                                            | Marc Soler (ESP)         | 80e          |
| Directeur sportif : José Vicente García Acosta |                          |              |

| Nippo-Vini Fantini-Europa Ovini NIP | Nippo-Vini Fantini-Europa Ovini NIP | Nippo-Vini Fantini-Europa Ovini NIP |
| ----------------------------------- | ----------------------------------- | ----------------------------------- |
| Num                                 | Coureur                             | Pos                                 |
| 121                                 | Juan José Lobato (ESP)              | AB                                  |
| 122                                 | Nicola Bagioli (ITA)                | AB                                  |
| 123                                 | Joan Bou (ESP)                      | 91e                                 |
| 124                                 | Simone Ponzi (ITA)                  | 31e                                 |
| 125                                 | Ivan Santaromita (ITA)              | 50e                                 |
| 126                                 | Marco Tizza (ITA)                   | 92e                                 |
| 127                                 | Filippo Zaccanti (ITA)              | AB                                  |
| Directeur sportif : Mario Manzoni   |                                     |                                     |

| Quick-Step Floors QST              | Quick-Step Floors QST  | Quick-Step Floors QST |
| ---------------------------------- | ---------------------- | --------------------- |
| Num                                | Coureur                | Pos                   |
| 131                                | Bob Jungels (LUX)      | AB                    |
| 132                                | Kasper Asgreen (DEN)   | AB                    |
| 133                                | Eros Capecchi (ITA)    | 39e                   |
| 134                                | Laurens De Plus (BEL)  | AB                    |
| 135                                | Enric Mas (ESP)        | 51e                   |
| 136                                | Florian Sénéchal (FRA) | AB                    |
| 137                                | Pieter Serry (BEL)     | 24e                   |
| Directeur sportif : Davide Bramati |                        |                       |

| Dimension Data DDD                   | Dimension Data DDD   | Dimension Data DDD |
| ------------------------------------ | -------------------- | ------------------ |
| Num                                  | Coureur              | Pos                |
| 141                                  | Steve Cummings (GBR) | 85e                |
| 142                                  | Merhawi Kudus (ERI)  | 70e                |
| 143                                  | Lachlan Morton (AUS) | AB                 |
| 144                                  | Ben O'Connor (AUS)   | AB                 |
| 145                                  | Serge Pauwels (BEL)  | AB                 |
| 146                                  | Johann van Zyl (RSA) | AB                 |
| 147                                  | Julien Vermote (BEL) | AB                 |
| Directeur sportif : Bingen Fernández |                      |                    |

| EF Education First-Drapac EFD      | EF Education First-Drapac EFD | EF Education First-Drapac EFD |
| ---------------------------------- | ----------------------------- | ----------------------------- |
| Num                                | Coureur                       | Pos                           |
| 151                                | Michael Woods (CAN)           | 13e                           |
| 152                                | Matti Breschel (DEN)          | AB                            |
| 153                                | Simon Clarke (AUS)            | 73e                           |
| 154                                | Joe Dombrowski (USA)          | AB                            |
| 155                                | Daniel Martínez (COL)         | 49e                           |
| 156                                | Sacha Modolo (ITA)            | AB                            |
| 157                                | Rigoberto Urán (COL)          | 4e                            |
| Directeur sportif : Fabrizio Guidi |                               |                               |

| Fortuneo-Samsic FST               | Fortuneo-Samsic FST     | Fortuneo-Samsic FST |
| --------------------------------- | ----------------------- | ------------------- |
| Num                               | Coureur                 | Pos                 |
| 161                               | Warren Barguil (FRA)    | 26e                 |
| 162                               | Franck Bonnamour (FRA)  | 95e                 |
| 163                               | Anthony Delaplace (FRA) | 61e                 |
| 164                               | Brice Feillu (FRA)      | AB                  |
| 165                               | Élie Gesbert (FRA)      | AB                  |
| 166                               | Romain Le Roux (FRA)    | AB                  |
| 167                               | Jérémy Maison (FRA)     | 67e                 |
| Directeur sportif : Yvon Ledanois |                         |                     |

| Katusha-Alpecin TKA                  | Katusha-Alpecin TKA      | Katusha-Alpecin TKA |
| ------------------------------------ | ------------------------ | ------------------- |
| Num                                  | Coureur                  | Pos                 |
| 171                                  | Ilnur Zakarin (RUS)      | AB                  |
| 172                                  | Robert Kišerlovski (CRO) | AB                  |
| 173                                  | Pavel Kochetkov (RUS)    | 40e                 |
| 174                                  | Maurits Lammertink (NED) | 89e                 |
| 175                                  | Jhonatan Restrepo (COL)  | AB                  |
| 176                                  | Willie Smit (RSA)        | 90e                 |
| 177                                  | Simon Špilak (SLO)       | 60e                 |
| Directeur sportif : Dimitri Konyshev |                          |                     |

| Lotto NL-Jumbo TLJ              | Lotto NL-Jumbo TLJ   | Lotto NL-Jumbo TLJ |
| ------------------------------- | -------------------- | ------------------ |
| Num                             | Coureur              | Pos                |
| 181                             | Primož Roglič (SLO)  | 17e                |
| 182                             | George Bennett (NZL) | 10e                |
| 183                             | Koen Bouwman (NED)   | 88e                |
| 184                             | Floris De Tier (BEL) | 65e                |
| 185                             | Robert Gesink (NED)  | 45e                |
| 186                             | Daan Olivier (NED)   | 83e                |
| 187                             | Antwan Tolhoek (NED) | 28e                |
| Directeur sportif : Addy Engels |                      |                    |

| Sky SKY                            | Sky SKY                | Sky SKY |
| ---------------------------------- | ---------------------- | ------- |
| Num                                | Coureur                | Pos     |
| 191                                | Egan Bernal (COL)      | 12e     |
| 192                                | David de la Cruz (ESP) | 63e     |
| 193                                | Michał Gołaś (POL)     | AB      |
| 194                                | Sebastián Henao (COL)  | 87e     |
| 195                                | Sergio Henao (COL)     | 52e     |
| 196                                | Gianni Moscon (ITA)    | AB      |
| 197                                | Diego Rosa (ITA)       | 86e     |
| Directeur sportif : Matteo Tosatto |                        |         |

| Sunweb SUN                            | Sunweb SUN             | Sunweb SUN |
| ------------------------------------- | ---------------------- | ---------- |
| Num                                   | Coureur                | Pos        |
| 201                                   | Wilco Kelderman (NED)  | 48e        |
| 202                                   | Chris Hamilton (AUS)   | 68e        |
| 203                                   | Jai Hindley (AUS)      | 47e        |
| 204                                   | Lennard Kämna (GER)    | AB         |
| 205                                   | Michael Matthews (AUS) | AB         |
| 206                                   | Sam Oomen (NED)        | 27e        |
| 207                                   | Michael Storer (AUS)   | 74e        |
| Directeur sportif : Arthur van Dongen |                        |            |

| Trek-Segafredo TFS                  | Trek-Segafredo TFS   | Trek-Segafredo TFS |
| ----------------------------------- | -------------------- | ------------------ |
| Num                                 | Coureur              | Pos                |
| 211                                 | Bauke Mollema (NED)  | 64e                |
| 212                                 | Nicola Conci (ITA)   | 37e                |
| 213                                 | Laurent Didier (LUX) | AB                 |
| 214                                 | Niklas Eg (DEN)      | AB                 |
| 215                                 | Michael Gogl (AUT)   | 59e                |
| 216                                 | Toms Skujiņš (LAT)   | 44e                |
| 217                                 | Peter Stetina (USA)  | AB                 |
| Directeur sportif : Steven de Jongh |                      |                    |

| UAE Emirates UAD                 | UAE Emirates UAD      | UAE Emirates UAD |
| -------------------------------- | --------------------- | ---------------- |
| Num                              | Coureur               | Pos              |
| 221                              | Dan Martin (IRL)      | 9e               |
| 222                              | Fabio Aru (ITA)       | 54e              |
| 223                              | Rui Costa (POR)       | 38e              |
| 224                              | Marco Marcato (ITA)   | AB               |
| 225                              | Manuele Mori (ITA)    | AB               |
| 226                              | Edward Ravasi (ITA)   | AB               |
| 227                              | Rory Sutherland (AUS) | AB               |
| Directeur sportif : Mario Scirea |                       |                  |

| Wilier Triestina-Selle Italia WIL | Wilier Triestina-Selle Italia WIL | Wilier Triestina-Selle Italia WIL |
| --------------------------------- | --------------------------------- | --------------------------------- |
| Num                               | Coureur                           | Pos                               |
| 231                               | Matteo Busato (ITA)               | AB                                |
| 232                               | Miguel Flórez (COL)               | 97e                               |
| 233                               | Ilia Koshevoy (BLR)               | 93e                               |
| 234                               | Luca Raggio (ITA)                 | AB                                |
| 235                               | Sebastian Schönberger (AUT)       | 58e                               |
| 236                               | Simone Velasco (ITA)              | 35e                               |
| 237                               | Edoardo Zardini (ITA)             | 77e                               |
| Directeur sportif : Luca Scinto   |                                   |                                   |